# Konsztantyin Konsztantyinovics Romanov orosz herceg
Ifjabb Konsztantyin Konsztantyinovics orosz herceg (oroszul: Князь Константин Константинович Романов; Szentpétervár, 1890. december 2./1891. január 1. – Alapajevszk, 1918. július 18.) orosz herceg, az Orosz Cári Hadsereg tisztje, 1918-ban kivégezték a bolsevikok.

## Élete
Konsztantyin Konsztantyinovics herceg 1891 januárjában látott napvilágot Konsztantyin Konsztantyinovics nagyherceg és Erzsébet szász–altenburgi hercegnő negyedik gyermekeként, egyben harmadik fiaként. Bár édesapja a nagyhercegi címet viselte, ifjabb Konsztantyin Konsztantyinovics III. Sándor cár törvényéből kifolyólag csak hercegi címet viselt, mivel nagyapja nem volt uralkodó. E rangbeli különbség kevesebb jövedelmet jelentett.
Szülei nagy hangsúlyt helyeztek a kulturális nevelésre. Édesapjuk nem egy színdarabot írt, amit gyakran a gyermekek adtak elő a család szórakoztatására. A nagyherceg reményei szerint fiai követték volna őt irodalmi pályáján, de ezt az álmát csak Oleg Konsztantyinovics teljesítette. Ifjabb Konsztantyin herceg a család elvárásainak és hagyományainak megfelelően katonai pályára lépett. Bátyjai, Ivan és Gavriil hercegek ugyancsak a sereg kötelékébe léptek, ám míg ők a Nyikolajevszkij Huszáriskolába iratkoztak be, Konsztantyin herceg a Corps des Pages szentpétervári katonai intézmény tanulója lett. Ennek elvégzése után ténylegesen is szolgálatba állt az Iszmajlovszkij Testőrségi Ezrednél.
Konsztantyin herceg idősebb testvérei, Ivan és Tatyjana boldog házasságát látva maga is családot akart alapítani. Sokáig azt rebesgették, hogy II. Miklós cár legidősebb leányát, Olga Nyikolajevna nagyhercegnőt kéri meg, viszont Marija Alekszandrovna nagyhercegnő és szász–coburg–gothai hercegné saját unokáját, Erzsébet román királyi hercegnőt szánta a hercegnek. A nagyhercegnő tervét eredetileg mind Konsztantyin herceg, mind Erzsébet hercegnő szülei támogatták: „A fiatal Kosztyát hatalmába kerítette a kétségbeesés, mert, ahogyan ő mondja, a lányt lecsapják a kezéről még azelőtt, hogy egyáltalán személyesen találkoztak volna. A fiatalember igen kedvesnek tűnik, ezredében meglehetősen szeretik, és neveltetése is kiválónak mondható. Telve van élettel, mindig jól megvoltak otthon, tele érdeklődéssel minden vaskalaposság nélkül… ” – írta a hercegnő édesanyja, Mária román királyné. Az eljegyzés útjába azonban politikai akadály gördült, mikor Ivan Konsztantyinovics elvette Ilona szerb királyi hercegnőt.
Konsztantyin herceg és fivérei az elsők között voltak, akik ténylegesen is a frontra vonultak a cári család tagjai közül, mikor kirobbant az első világháború. A herceg a fronton volt, mikor 1917-ben kitört a forradalom. Hazahívták, majd a bolsevikok hatalomra jutását követően fivéreivel, Igor és Ivan hercegekkel együtt őrizetbe vették. Nagybátyjuk, Szergej Mihajlovics nagyherceg és titkára, valamint unokatestvérük, Vlagyimir Pavlovics Palej herceg társaságában Szibériába deportálták őket. A foglyokat április 4-én Vjatkába szállították, ahol külön szállásolták el őket. Április 30-án a helyi bolsevik tanács rendelkezésére az összes családtagot átszállították az Urál-hegységben fekvő Jekatyerinburgba. Itt csatlakozott hozzájuk Jelizaveta Fjodorovna nagyhercegné, a cárné nővére, aki férje halála után kolostorba vonult, és Jekatyerinburgba elkísérte egyik rendtársnője is. Ugyan II. Miklós cár és családja is Jekatyerinburgban voltak bebörtönözve az Ipatyev-házban, a kapcsolatot nem tudták felvenni velük. Május 18-án a rabokat vonatra tették, hogy két nap múlva megérkezzenek a Jekatyerinburgtól körülbelül kétszáz kilométerre fekvő Alapajevszkbe.
Alapajevszkben a városi iskolában tartották őket fogva. Viszonylag nagy szabadságnak örvendtek a kezdetekben, sétákat tehettek a városban, járhattak templomba és beszélhettek a helybéliekkel. Az iskola kertjében növényeket termesztettek. Nyár elején a helyzet drasztikusan megváltozott, a társaság ténylegesen is az iskola rabja lett; az épületet magas fallal vették körül. 1918. július 18-án éjjel, egy nappal a cár és családja kivégzése után a foglyokat alvás közben megkötözték, és autókra pakolták. A rabokat a város közelében lévő bányák egyikéhez vitték. Az őrök itt puskatussal megverték, majd a bányába dobták őket. Hogy áldozataik biztosan meghaljanak, még kézigránátot is robbantottak. A robbanás betemette a foglyokat a bányába, de még napokig éltek.
1918. szeptember 28-án a fehér seregek bevették Alapajevszk városát abban a reményben, hogy még életben lelik a rabokat. A városlakók elvezették őket a bányákhoz, és a fehér katonák megkezdték a kivégzettek maradványainak összeszedését. A nyomozók és a fehér szakértők a ruháik alapján próbálták azonosítani az áldozatokat. A maradványokat újratemették az alapajevszki templomban, de nyolc hónappal később a fehér seregek feladni kényszerültek Alapajevszket. Irkutszkba vonultak vissza, és magukkal vitték a cári család maradványait is. A fehérek folyamatos hátrálásával a csontok egyre beljebb kerültek a kontinensen, végül egy pekingi orosz templomban temették el őket. A templom később megsemmisült, de feltételezések szerint a maradványok ma is ott találhatóak. A rendszerváltás után az orosz ortodox egyház kanonizálta Konsztantyin herceget és alapajevszki társait, a szovjet rendszer áldozatainak nyilvánította őket.